# Oberer Einersberger Teich

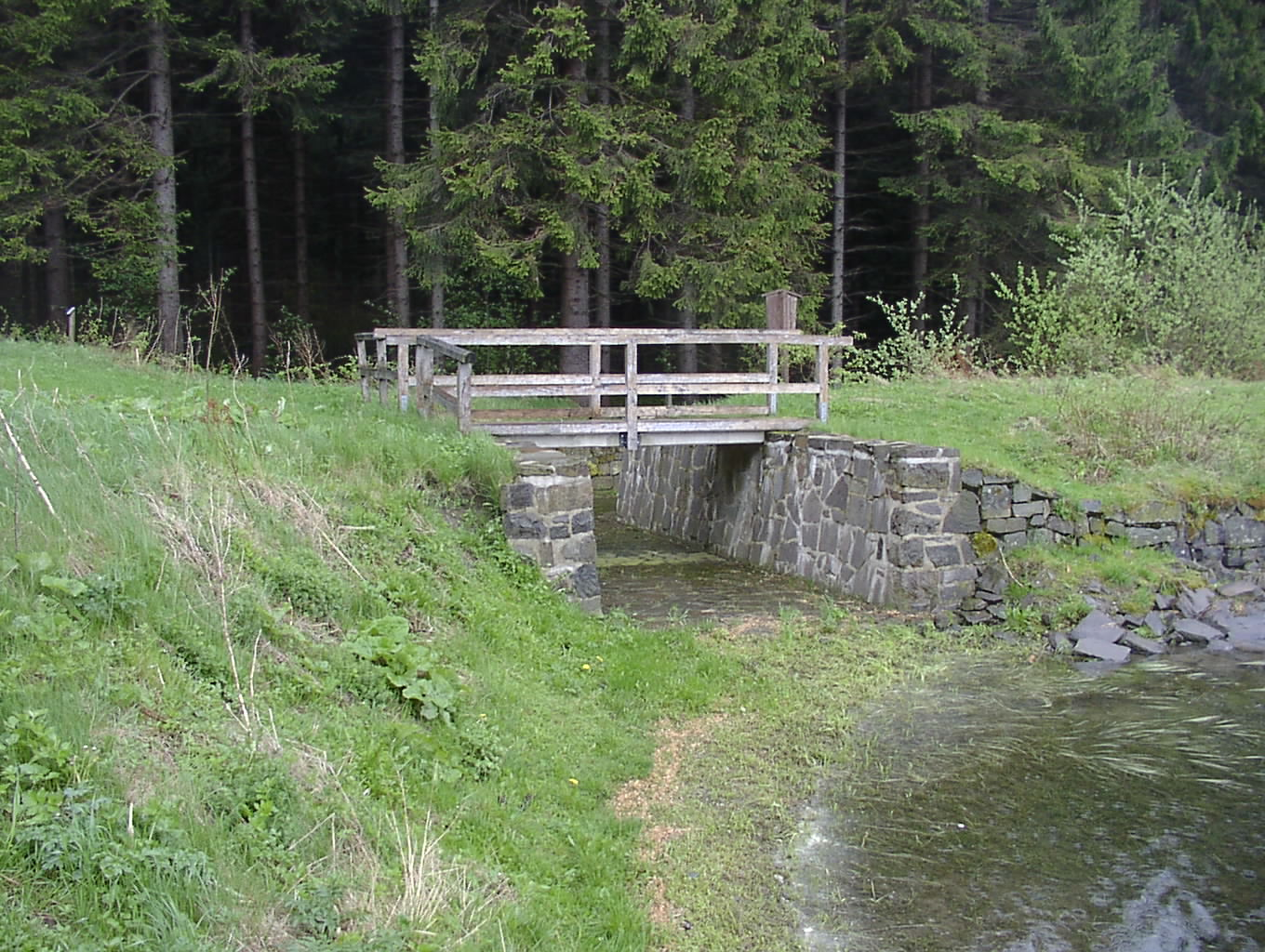
Oberer Einersberger Teich, Hochwasserentlastungsanlage (2005)

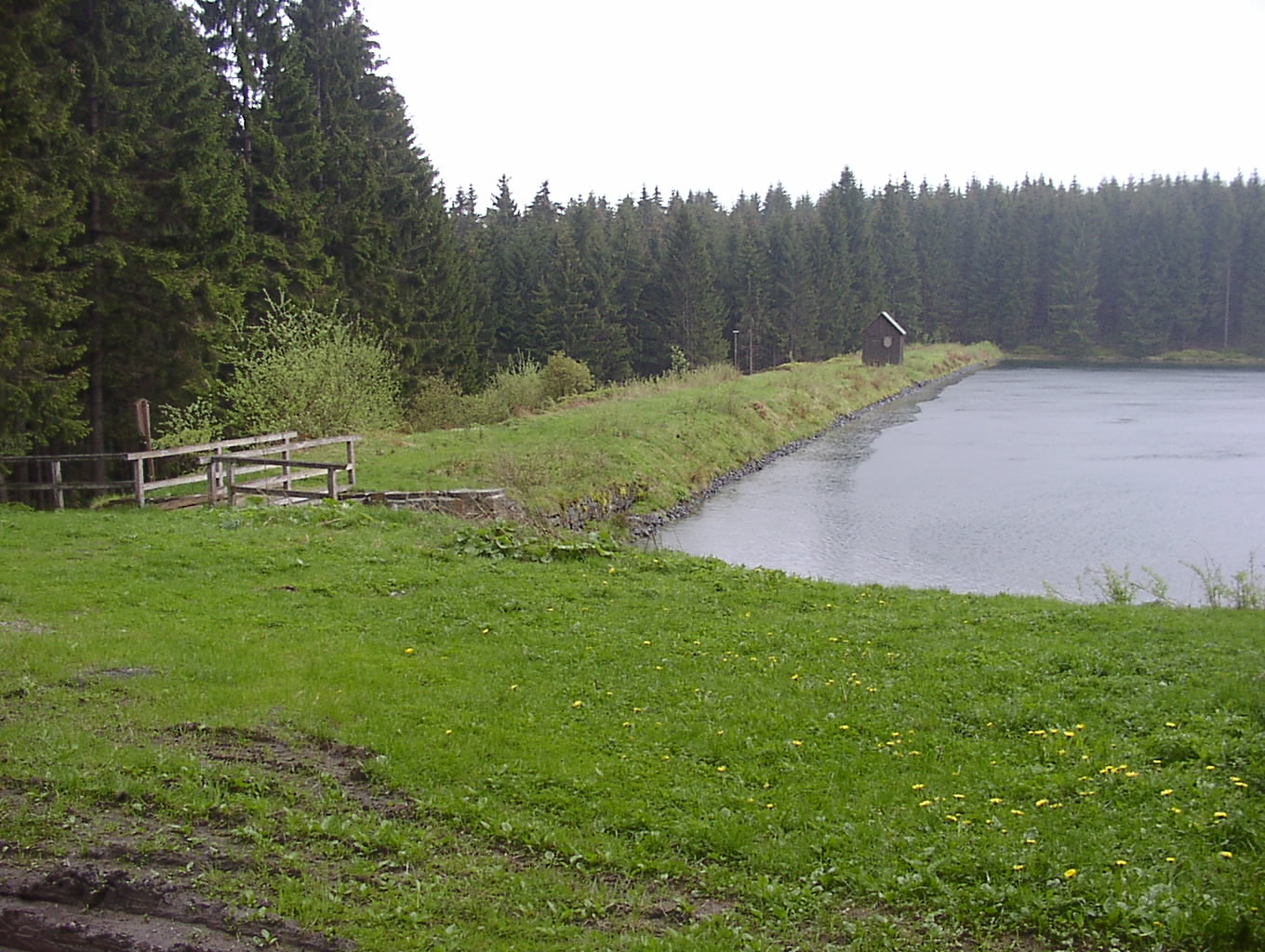
Oberer Einersberger Teich (2005)

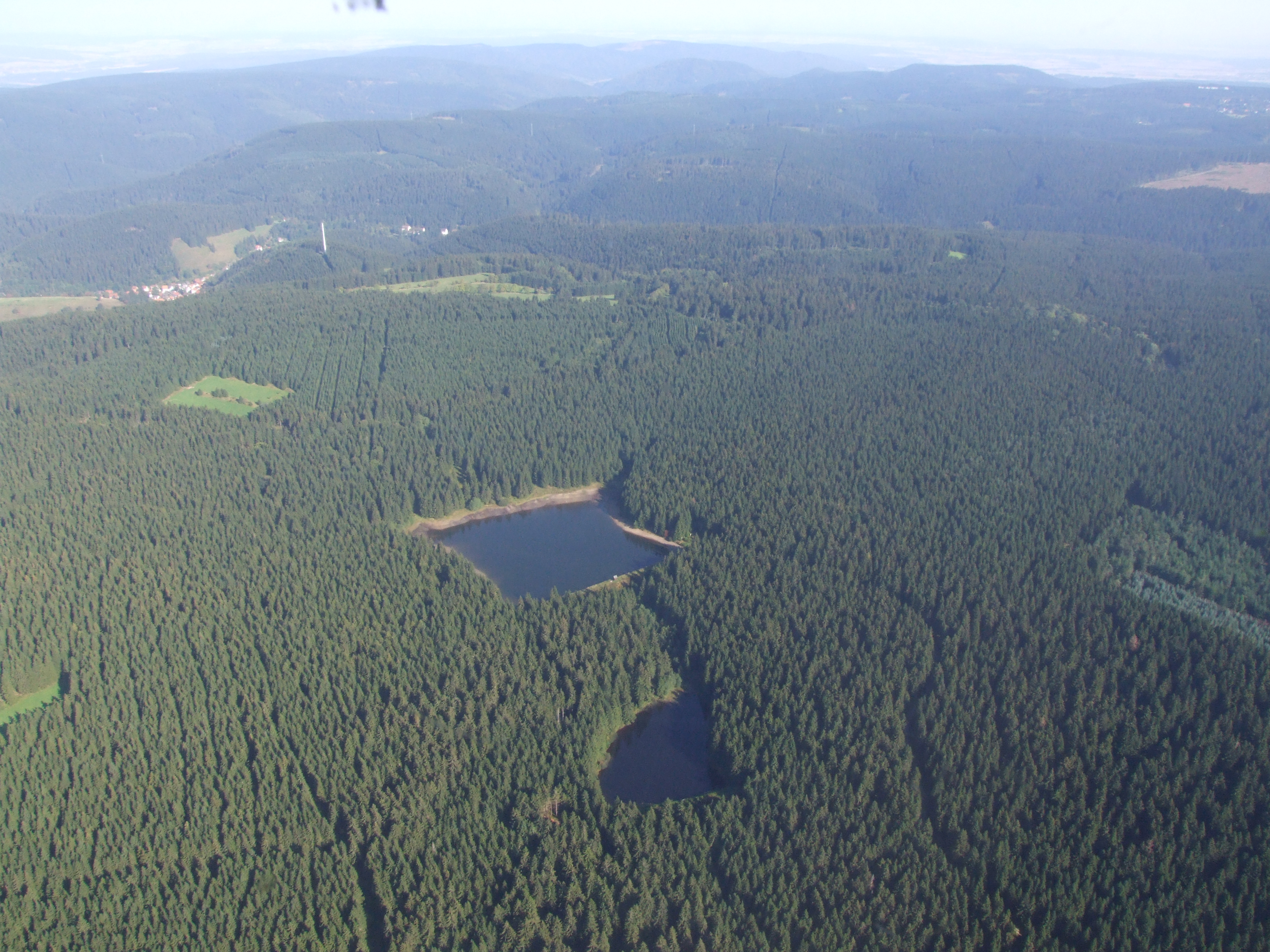
Luftbild: Mittlerer (vorn) und Oberer (hinten) Einersberger Teich (2009)

Der Obere Einersberger Teich ist eine historische Talsperre westlich von Clausthal-Zellerfeld. Er wurde im Zusammenhang mit dem Oberharzer Wasserregal von Oberharzer Bergleuten im 18. Jahrhundert errichtet. Wie alle Bauwerke des Oberharzer Wasserregals ist auch der Obere Einersberger Teich seit dem Jahr 2010 Bestandteil des UNESCO-Weltkulturerbes Bergwerk Rammelsberg, Altstadt von Goslar und Oberharzer Wasserwirtschaft.

## Lage
Der Obere Einersberger Teich liegt etwa 2,0 Kilometer westlich vom Zentrum des Clausthal-Zellerfelder Stadtteils Zellerfeld. Unterhalb befindet sich der Mittlere Einersberger Teich, darunter auch noch die Reste des ehemaligen Unteren Einersberger Teiches, dessen Damm 1820 unverhofft gebrochen ist und anschließend nicht wieder aufgebaut wurde. Die Anlage ist nur zu Fuß über nicht öffentliche Straßen erreichbar.
Etwa 200 m nordwestlich befindet sich die Hammersteinquelle.

## Beschreibung
Wie bei allen Oberharzer Teichen im Raum Clausthal-Zellerfeld wurde der Staudamm als Erdbauwerk, das heißt mit einer Erd- und Felsschüttung erstellt. Dieses Dammschüttmaterial wurde örtlich gewonnen und ist von überwiegend steiniger Substanz. Verdichtungsarbeit wurde nicht durchgeführt, zumindest liegen darüber keine Abrechnungsunterlagen vor. Das erklärt auch, warum sich die Dämme auch heute, nach mehr als 300 Jahren, immer noch um mehrere Millimeter im Jahr setzen.
Der Obere Einersberger Teich  ist eine Anlage der „Alten Bauart“, das heißt, seine Dichtung befindet sich an der wasserseitigen Böschung und besteht aus Rasensoden. Als einziger Teich des Oberharzer Wasserregals war er mit einem „Sächsischen Striegel“ ausgerüstet. Dies bedeutete, dass der Grundablass nicht über ein im Wasser stehendes Striegelhaus betätigt wurde, sondern vom Damm aus über ein schräg auf der wasserseitigen Böschung verlaufenden Gestänge. Offensichtlich hat sich aber diese Konstruktion nicht bewährt, denn sie wurde nicht für andere Anlagen übernommen.

## Funktion
Der Kunstteich versorgte über den Oberen Einersberger Graben das Wasserrad der Grube Schreibfeder am östlichen Ortsrand von Zellerfeld. Darüber hinaus profitierten auch die Pochwerke und Hüttenbetriebe im Zellbach- und Innerstetal von seinem Wasser.
Nach Stilllegung der Bergwerks- und Hüttenbetriebe wurde der Obere Einersberger Teich in den 1930er Jahren in das Oberbecken eines Pumpspeicherkraftwerkes umgewandelt. Hierzu wurde eine Druckleitung DN 400 mm durch den Damm verlegt und bis zur Einersberger Zentrale im Zellerfelder Tal geführt. Von dort gab es Rohrleitungsverbindungen zu verschiedenen Gräben, aber auch zum Kraftwerk Ottiliae-Schacht. Bei niedrigem Strombedarf der Preussag AG wurde der Stauraum mittels Pumpen gefüllt, bei hohem Strombedarf nutzte man das Wasser, um es im Ottiliae-Schacht zu verstromen.
Diese Einrichtung war bis 1981 in Betrieb. Heute dient der Teich hauptsächlich dem Denkmalschutz, der Landschaftspflege und dem Tourismus. Aus ökologischen Gründen wird er während der Vegetationsperiode mit wechselnden Wasserständen betrieben.

## Stauraum
Aufgrund des bergwerksbedingt jahrhundertelangen Betriebes mit wechselnden Wasserständen hat sich auf dem Teichboden die sehr seltene Knorpelmiere angesiedelt. Um ihren Weiterbestand sicherzustellen, wird der Wasserspiegel regelmäßig während der Sommermonate um etwa 1,5 Meter abgesenkt. Im Stauraum gibt es des Weiteren einen sehr seltenen Bestand des Edelkrebses (Astacus astacus).
In den 1980er Jahren hat das damalige Forstamt Bad Grund, in dessen Grundeigentum Damm und Stauraum stehen, einen Infopfad rund um die Wasserfläche angelegt, in dem auf ökologische Besonderheiten hingewiesen wird. Seit Mitte der 1990er Jahre führt der WasserWanderWeg „Einersberger Teiche“ über alle drei Stauanlagen am Einersberg mit Hinweisen auf die Wasserbautechnik des Oberharzer Bergbaus.

## Sonstiges
Der „Sächsische Striegel“ war bis 1983 in Betrieb. Dann befand man das ursprüngliche Holzgerenne als irreparabel verfault und installierte mittels hydraulischen Rohrvortrieb einen neuen Grundablass aus PVC DN 200 mit luftseitigen Schieber durch den Damm. Bei dieser Maßnahme war der Teich vermutlich zum letzten Male vollkommen abgesenkt. 1985 wurde das Striegelhaus erneuert, welches seitdem nur noch eine Attrappe darstellt. Aufgrund instabiler wasserseitiger Böschung wurde diese mittels Grauwackegeröll 1993 stabilisiert. Im Jahre 2001 wurde die Hochwasserentlastungsanlage („Ausflut“) abgerissen und mit etwas größeren Abmessungen wieder aufgebaut. Grund für diese Maßnahme war der Ausbau auf das Bemessungshochwasser.
Der Teich ist ein beliebter Badeteich. Aufgrund seiner Abgelegenheit trifft man hier eher natursensibles Publikum. Er wird von der Interessengemeinschaft Harzgewässer und vom Angelsportverein Seesen als Angelgewässer genutzt. Im See finden sich Forelle, Barsch, Karpfen und Schleie. Bootsangeln ist nicht erlaubt. Es ist auch für Touristen möglich, eine temporäre Fischereierlaubnis zu erwerben.
Betreiber des Oberen Einersberger Teiches sind seit 1991 die Harzwasserwerke GmbH.